# الفرس (فلوریدا)
الفرس (به انگلیسی: Elfers) یک منطقهٔ مسکونی در ایالات متحده آمریکا است که در شهرستان پاسکو، فلوریدا واقع شده‌است. الفرس ۹٫۲ کیلومتر مربع مساحت و ۱۳٬۱۶۱ نفر جمعیت دارد و ۱۲ متر بالاتر از سطح دریا قرار دارد.